# Planalto (São Paulo)
Planalto est une municipalité brésilienne de l'État de São Paulo et la Microrégion de São José do Rio Preto.